# Dave Mattacks
David James Mattacks, detto Dave (Edgware, 13 marzo 1948), è un batterista e produttore discografico britannico.
È noto soprattutto per aver militato nei Fairport Convention, gruppo inglese di folk rock che ebbe grande successo tra la fine degli anni sessanta e l'inizio dei settanta. Ricercato session man, ha suonato dal vivo e collaborato in oltre duecento album di svariati musicisti di fama internazionale.

## Carriera

### Inizi
Dopo un periodo di apprendistato come pianista, iniziò a lavorare al negozio musicale "Drum City" di Londra. Il primo ingaggio da professionista fu con la "Mecca" Big Band, con cui avrebbe suonato per tre anni in diverse località del Regno Unito. Nello stesso periodo accumulò ulteriore esperienza unendosi a diversi gruppi di jazz.

### Fairport Convention
Venne chiamato a far parte dei Fairport Convention nell'autunno del 1969, dopo che il precedente batterista Martin Lamble era morto in un incidente stradale occorso mentre la band tornava da un concerto. Appena arrivato, Mattacks prese parte alle registrazioni di Liege & Lief, considerato il migliore album dei Fairport ed il classico capostipite del folk rock britannico. Rimase con il gruppo per i successivi tre album in studio e ne uscì per la prima volta nei primi mesi del 1972 per unirsi alla Albion Country Band, un'altra band di folk rock fondata l'anno prima dall'ex bassista dei Fairport Ashley Hutchings.
Fece ritorno nei Fairport pochi mesi dopo per registrare quattro dei brani che compongono Rosie, l'ottavo album del gruppo, e fece quindi parte della formazione che incise Nine. Uscì nuovamente nel 1974 dopo aver registrato 4 dei brani del successivo Rising for the Moon, lasciando il posto a Bruce Rowland. Rimase poi ancora qualche anno con la Albion Band, ma soprattutto intensificò le collaborazioni negli album di vari musicisti di grande livello.
Nel 1985 tornò nuovamente nei Fairport, reduci da un periodo di flessione in cui furono prossimi a sciogliersi, e negli anni successivi alternò l'attività nel gruppo con quelle di session man e di produttore discografico. Produsse anche alcuni dei dischi dei Fairport, per poi uscire dal gruppo nel marzo del 1998 ed il suo posto fu preso da Gerry Conway. Partecipò al Festival di Cropredy del 1997 per festeggiare il trentennale dei Fairport dal quale fu tratto il live The Cropredy Box, pubblicato nel 1998, l'ultimo suo album con la band. Si esibì per il 45º anniversario dei Fairport al Festival di Cropredy del 2012, suonando le batterie in duetto con Conway.

### Collaborazioni varie
Tra le prime collaborazioni come session man, di rilievo quelle del 1970 negli album Bryter Layter di Nick Drake e I Looked Up della Incredible String Band. Fu dopo la fuoriuscita dai Fairport del 1974 che l'attività di session man divenne la sua professione principale. Oltre a registrare negli album e partecipare alle tournée di importanti musicisti, iniziò a suonare anche per le colonne sonore di programmi televisivi.
Tra gli artisti più importanti con cui ha suonato nella prima parte della carriera, vi sono Paul McCartney, Elton John, George Harrison, Jimmy Page, Everything But The Girl, Sandy Denny, Chris Rea, XTC, Jethro Tull, Joan Armatrading, Brian Eno, Nick Drake, Gary Brooker e Cat Stevens.

### Trasferimento negli Stati Uniti
Nel 2000 si trasferì nel New England (Stati Uniti), attratto dalla scena musicale di Boston, dove ha continuato le attività di musicista e di produttore discografico. Tra gli artisti con cui ha suonato in questa seconda parte della carriera vi sono Mary Chapin Carpenter, Richard Thompson, Teddy Thompson, Steeleye Span e Susan Tedeschi. In questo periodo ha impartito anche lezioni di musica in istituti universitari di alto livello come il Berklee College of Music di Boston e la Royal Academy of Music di Londra.
In anni più recenti ha suonato con i Feast of Fiddles, una band che ha la sezione ritmica composta da sei elementi e gli altri sei suonano il violino elettrico. Nato nel 1993, il gruppo ha pubblicato nel 2013 l'album Rise Above It, prodotto da Mattacks, che registra le sue parti a Boston mentre gli altri musicisti incidono nel Regno Unito. Nel 2011 si è esibito con la Portland Symphony Orchestra nelle serate dedicate ai classici della Motown ed è poi apparso sulla copertina della popolare rivista musicale americana DrumHead, che in quel numero ha pubblicato una sua intervista.

## Discografia parziale
La discografia che segue è stata tratta dal sito web ufficiale di Mattacks.
Con i Fairport Convention (in studio)
- 1969 - Liege & Lief - Island Records (ILPS9115)
- 1970 - Full House - Island (ILPS9130)
- 1971 - Angel Delight - Island (ILPS9162)
- 1971 - Babbacombe Lee - Island (ILPS9176)
- 1973 - Rosie - Island (88106)
- 1973 - Nine - Island (ILPS9246)
- 1975 - Rising for the Moon - Island (ILPS9313)
- 1985 - Gladys Leap - Woodworm Records (WR007)
- 1986 - Expletive Delighted - Woodworm (WR009)
- 1987 - In Real Time - Island (ILPS9883)
- 1989 - Red & Gold - Rough Trade Records
- 1990 - The Five Seasons - New Routes (RUE 005)
- 1995 - Jewel in the Crown - Woodworm
- 1996 - Old New Borrowed Blue
- 1997 - Who Knows Where the Time Goes?

Con The Albion Band (in studio)
- 1973 - Battle of the Field - Island (HELP25)
- 1977 - The Prospect Before Us - Harvest Records (SHSP4O59)
- 1978 - Rise Up Like the Sun - Harvest (06612)
- 1982 - Light Shining - Albino (ALB001)
- 1983 - Shuffle Off - Spindrift (SPINlO3)

Con Joan Armatrading
- 1976 - Joan Armatrading - A&M Records (AMLH645)
- 1980 - Me Myself I - A&M (AMC2410)

Con Sandy Denny
- 1973 - Like an Old Fashioned Waltz - Island (ILPS9258)
- 1977 - Rendezvous - Island (ILPS9433)

Con Nick Drake
- 1970 - Bryter Layter - Island (ILPS9134)

Con Brian Eno
- 1977 - Before and After Science - Polydor Records (2344 087)
- 1978 - Music for Films - Polydor (2310 623)

Con Peter Green
- 1980 - Little Dreamer - Creole Records (624300)
- 1981 - Whatcha Gonna Do? - Creole (624600)

Con George Harrison
- 1981 - Somewhere in England - Dark Horse Records (9237341)
- 1982 - Gone Troppo - Dark Horse (K56870)

Con The Incredible String Band
- 1970 - I Looked Up - Elektra Records (EK574061)

Con Jethro Tull
- 1992 - A Little Light Music - Chrysalis Records (CHR1954)

Con Elton John
- 1985 Ice on Fire - Rocket Records (HISPD26)
- 1986 Leather Jackets - Geffen Records (GH5241 14)

Con Phil Manzanera
- 1977 Listen Now - Polydor (2302 074)

Con Paul McCartney
- 1982 - Tug of War - Parlophone (PCTC2S9)
- 1983 - Pipes of Peace - Parlophone (CDP74601)
- 1984 - Give My Regards to Broad Street - Parlophone (PCTC2)
- 1989 - Flowers in the Dirt - Capitol Records (C191653)

Con Chris Rea
- 1978 - Whatever Happened to Benny Santini? - Magnet Records (MAGSO21)
- 1980 - Tennis - Magnet (MAGLSO3)
- 1982 - Chris Rea - CBS Records (37664)
- 1983 - Water Sign - Teldec (625533)

Con Richard and Linda Thompson
- 1975 - Pour Down Like Silver - Island (ILPS9348)
- 1976 - Guitar, Vocal - Island (ICD8)
- 1978 - First Light - Chrysalis (6307)
- 1979 - Sunny Vista - Chrysalis (CHR1247)
- 1981 - Strict Tempo - Elixir (LP1)
- 1985 - Across a Crowded Room - Polydor (8254211)

Con Bill Wyman
- 1981 - Bill Wyman - A&M (AMLH68S)